# کنستانتین تودوسی
کنستانتین تودوسی (انگلیسی: Constantin Tudosie؛ زادهٔ ۲۳ مارس ۱۹۵۰) بازیکن هندبال اهل رومانی است.